# 阳国秀
阳国秀（1954年—），湖南衡南人，汉族，中华人民共和国政治人物、第十二届全国人民代表大会湖南地区代表。
毕业于湖南电大财务与管理。担任湖南熙可食品有限公司董事长。2008年起担任全国人大代表。2013年，担任全国人大代表。